# 台湾复镖水蚤
台湾复镖水蚤（学名：Allodiaptomus uenoi）为镖水蚤科复镖水蚤属的动物，是台灣的特有物种。分布于台湾本島，一般栖息于淡水。